# Palais des expositions des Pins maritimes
Le Palais des expositions des Pins maritimes est un parc d'exposition situé dans la banlieue Est d'Alger, sur le territoire de la commune de Mohammadia. Administré par la Société algérienne des foires et expositions (Safex) depuis 1967, il s'agit du plus grand parc d'exposition d'Algérie.

## Historique
La construction du palais des expositions a été lancée en 1967. Elle a été supervisée par le Bureau des projets architecturaux de la ville de Pékin.

## Pavillons du Parc
Le parc est géré par la Safex, il a une superficie de 478 241 m2, répartie en huit halls d'exposition, le plaçant au premier rang algérien et au premier rang africain des parcs d'exposition.
Les pavillons : Central, Saoura, Ahaggar, Casbah, Union, Bahdja, Gourara, Concorde. Les espaces extérieurs de l'unité africaine, allée Principale, Cascade du Pavillon.

## Principaux salons et événements
- Foire internationale d'Alger
- Salon international du livre d'Alger (SILA)
- Salon de l'automobile d'Alger
- Foire de la production algérienne (FPA)[1]
- Salon international des travaux publics (SITP)[2]
- Salon international «Algeria Health»[3]
- Salon national des produits de la recherche[4]
- Salon international de la cybersécurité informatique[5]

## Accès
Le site est desservi par l'ETUSA par le bus de la ligne 8, ainsi que par le tramway d'Alger aux stations la foire d'Alger et les Pins dans la commune de Mohammadia.